# قسم درسجين الريفي (مقاطعة أبهر)
قسم درسجین الریفي (بالفارسية: دهستان درسجین) هي قسم تقع في إيران في قسم. يقدر عدد سكانها بـ 2,099 نسمة .